# Cornelius Johnson
Cornelius Cooper Johnson (28. srpna 1913, Los Angeles - 15. února 1946, San Francisco) byl americký atlet, olympijský vítěz ve skoku do výšky.
Na olympiádě v Los Angeles skončil v soutěži výškařů čtvrtý. V Berlíně o čtyři roky později zvítězil a vytvořil olympijský rekord 203 cm. V letech 1936 a 1937 byl světovým rekordmanem spolu se svým krajanem Albrittonem - oba dva skočili v New Yorku 207 cm.
V roce 1946 zemřel na zápal plic.